# Залдастанов, Александр Сергеевич
Алекса́ндр Серге́евич Залдаста́нов (распространённое ошибочное написание фамилии — Залдостанов, прозвище — Хирург; род. 19 января 1963, Кировоград, УССР) — советский и российский байкер, основатель и лидер старейшего в России байкерского клуба «Ночные волки», глава общественной некоммерческой организации «Русские мотоциклисты» при клубе, генеральный директор Байк-центра в Москве и представительства в России клуба «Секстон».
Под международными санкциями за поддержку российской войны против Украины.

## Биография
Александр Сергеевич Залдастанов родился 19 января 1963 года в Кировограде (УССР) в семье врачей. Мать, Любовь Васильевна, — врач-реаниматолог. Его старшая сестра Анастасия — также врач, работает за рубежом.
В 1984 году окончил Московский Медицинский стоматологический институт им. Н. А. Семашко (ныне Московский государственный медико-стоматологический университет им. А. И. Евдокимова).
С 1984 по 1985 проходил интернатуру в Поликлинике № 35 Ждановского РЗО. Далее работал по специальности хирургом-стоматологом в Ленинградском РУЗ, откуда был направлен в клиническую ординатуру при Центральном научно-исследовательском институте стоматологии ВНПО «Стоматология», где в 1991 г. окончил ординатуру, пройдя обучение в хирургическом отделении по специальности «посттравматические деформации лицевой области».
В дальнейшем Залдастанов ушёл из медицины и посвятил себя деятельности, связанной с мотоклубом. В свободное от учёбы и работы время занимался мотоделом, получив прозвище «Хирург».
В 1983 году купил свой первый мотоцикл — чехословацкую «Яву». Постепенно вокруг него объединялись единомышленники. Так появилась «Хирургия» — молодёжная байк-группировка с репутацией хулиганов из-за ночных уличных мотопробегов с шумом от мощных мотоциклов без глушителей.
В 1985 году Залдастанов был женат на немке и часто бывал в Западном Берлине, потом они развелись. Работал стоящим на дверях охранником-вышибалой (нем. Türsteher) в панк-рок клубе Sexton в Западном Берлине. Продолжал часто ездить в Берлин в 1990-х годах, где узнал новую для него субкультуру, в частности, «Ангелов ада».
В 1989 году в Москве был основан первый в СССР существующий и поныне как общественная организация байкерский клуб «Ночные волки», где Залдастанов является председателем.
С 1995 года клуб проводит ежегодные международные байк-шоу.
С 2003 года в Московском Байк-Центре проводятся Новогодние ёлки для детей, автором и режиссёром которых является Александр Залдастанов (Хирург). Ежегодно новогодние представления в Байк-центре посещают более 10 000 детей из Москвы, Московской области, различных регионов России. Около трети билетов на каждое представление отводится на благотворительность — для детей-инвалидов, сирот, детей из многодетных и малообеспеченных семей.
В 2019 выручку от заключительной Ёлки в Байк-центре Александр Залдастанов перевел пострадавшим и семьям погибших при взрыве в жилом доме в Магнитогорске 31 декабря 2018 г. В ответ мэр Магнитогорска Сергей Бердников поблагодарил за «активную гражданскую позицию» и помощь в содействии «сбора средств для пострадавших».
В 2007 г. на байк-шоу, проходившем на аэродроме «Девау» в Калининграде, был организован благотворительный аукцион в честь года ребёнка, лотами которого стали личные вещи известных музыкантов, байкеров, политиков. Среди лотов — один из мотоциклов Александра Хирурга, мотоцикл «Ява» губернатора области Георгия Бооса, гитара Юрия Шевчука, а также рисунки детей-сирот, родители которых погибли в «горячих точках». Вырученные от акции средства были перечислены в помощь детям, родители которых погибли в горячих точках, детям, больным лейкемией, и матери Евгения Родионова, который в 1996 году, находясь в плену у боевиков в Чечне, отказался снять православный крест, за что был обезглавлен.
Залдастанов ездит на мотоцикле без шлема, нарушая правила дорожного движения, в связи с чем имеет проблемы с правоохранительными органами.
Залдастанов называет себя другом президента России Владимира Путина. Возможно, этим он обеспечил поддержку клуба государством, включая президентский грант и другое финансирование на общую сумму не менее 56 млн рублей.
23 августа 2013 года в Волгограде в рамках байк-шоу «Сталинград», ставшим рекордным по количеству зрителей (по данным ГУМВД России — 250 тысяч человек), на Привокзальной площади был открыт восстановленный по инициативе Александра Залдастанова фонтан «Детский хоровод» («Бармалей»). В церемонии открытия принял участие В. В. Путин. В этот же день ещё одна уменьшенная копия фонтана, в полуразрушенном виде, как его запечатлел в 1942 г. Э. Евзерихин, была передана в дар музею-заповеднику «Сталинградская битва».
Залдастановым был организован специальный поезд «Севастополь — Сталинград», доставивший на байк-шоу 2013 г. ветеранов ВОВ. Также на этом байк-шоу по инициативе Залдастанова было подготовлено подписание договора о города-побратимах Севастополе и Волгограде.
В декабре 2014 года Залдастанов написал обращение к мэру Москвы Сергею Собянину с просьбой переименовать в «Полуостров Крым» будущую станцию «Карамышевская» Большой кольцевой линии Московского метрополитена.[значимость факта?]
В январе 2015 года наряду с актёром Михаилом Пореченковым, членом Совета Федерации Дмитрием Саблиным и бойцом смешанных единоборств Юлией Березиковой стал инициатором создания российского движения «Антимайдан», целью которого ставится «противодействия незаконным попыткам свержения действующей власти на манер украинского Евромайдана». Залдастанов заявил, что «Антимайдан» готов прибегнуть к насилию, чтобы остановить антиправительственные акции протеста.
Летом 2015 года подписал обращения с призывом включить байкерские клубы «Ангелы ада» и «Bandidos MC» в «патриотический стоп-лист» и признать их «нежелательными организациями», ибо эти «иностранные организации со штаб-квартирой в США» не соблюдают законы России, участвовали в событиях на Майдане и могут быть использованы в качестве основной боевой силы во время «цветной революции» в России. 13 августа председатель комитета Совета Федерации по конституционному законодательству Андрей Клишас обратился к Генеральному прокурору России Юрию Чайке с предложением внести клубы в список нежелательных организаций.
Александр Проханов сказал, что «Хирург ― это человек земли только отчасти, это небесный человек. Посмотрите в лицо, в лице есть что-то ангельское, это ангел бури. А когда волки садятся на эти страшные, чудовищные, грохочущие машины ― это только отчасти мотоциклы. Причём они сжимают эти машины своими ягодицами и превращают их в полчища возмездия».
В январе 2017 года Залдастанов по приглашению Ирины Шойгу принял участие в Гайдаровском форуме, рассказав о перспективах своего парка «Патриот» в Севастополе.
Байк-шоу, проходившее 18-19 августа 2017 года в Севастополе у горы Гасфорта, называлось «Русский Реактор». По мотивам байк-шоу был снят одноимённый фильм, автором и режиссёром которого стал Залдастанов. Съёмки заняли более полугода. Согласно описанию, фильм представляет собой «летопись судьбы русской на протяжении последнего века», «попытку осмыслить события XX века». Премьера «Русского Реактора» состоялась 16 марта 2018, в четвёртую годовщину событий в Севастополе. За 2018 год фильм был показан во многих городах России, на Донбассе, в Луганске, в Сербии, Румынии, Словакии, Австралии.
Залдастанов сказал о картине: «Этот фильм — наш взгляд на историю России, которую мы пишем нашими мотоциклами». В некоторых эпизодах фильма зритель может оказаться на площадке самого резонансного байк-шоу за всю историю мотоклуба, а оттуда уже сможет обозреть разные исторические периоды прошлого столетия. Ряд российских школ и городов, например, г. Волжский, выступили с инициативой включить фильм «Русский Реактор» в воспитательный процесс школьников.

## Награды
- Орден Почёта[49] (12 марта 2013) — за активную работу по патриотическому воспитанию молодёжи, участие в поисковой работе и увековечении памяти погибших защитников Отечества[50][51][52][53];
- Медаль «За возвращение Крыма»[54] (апрель 2014) — за активную патриотическую позицию и поддержку граждан Крыма в их самоопределении;
- Знак МВД по Чеченской Республике «За отличие в борьбе против терроризма»[55] (7 марта 2016) — за огромный вклад в развитие межнациональных отношений, патриотическое воспитание молодёжи, а также противодействие экстремизму и терроризму.
- Медаль «За освобождение Крыма и Севастополя» (17 марта 2014) — за личный вклад в возвращение Крыма в Россию[56]
- Медаль «За укрепление международного сотрудничества» (ПМР) (2018)[57]
- Орден Кадырова (17 января 2018, Чечня, Россия) — за активную общественную деятельность, способствующую укреплению межнациональных отношений и получившую широкое признание[58]

## Санкции
В декабре 2014 года со стороны США на клуб «Ночные волки», в том числе и на Залдастанова персонально, были наложены санкции в связи с украинскими событиями 2014 года. В феврале 2015 года Залдастанову по тем же причинам был запрещён въезд в Канаду.
В апреле — мае 2015 года клубу «Ночные волки» и его лидеру было отказано во въезде в Польшу и Евросоюз для проведения «мотопробега Победы „На Берлин!“» по городам Белоруссии, Польши, Чехии, Словакии, Австрии и Германии, расценённого как провокация властями Германии, Польши, на что Залдастанов выразил протест на пресс-конференции в Бресте, который был поддержан МИД России.
После вторжения России на Украину, 21 июля 2022 года, был включен в чёрный список Евросоюза как «лидер и основатель националистического клуба Ночные волки» и «ключевой сторонник российского правительства, активно поддерживающий российскую государственную пропаганду».
7 октября 2022 года попал под санкции Японии «в ответ на псевдореферендумы на оккупированных украинских территориях». 24 февраля 2024 года внесён в санкционный список Австралии.
Также находится в санкционных списках Украины и Швейцарии.

## Критика
В октябре 2016 года Залдастанов прокомментировал публичное выступление Константина Райкина, в котором актёр и режиссёр, касаясь участившихся нападок активистов на выставки и спектакли, высказался о недопустимости цензуры в стране. Залдастанов по этому поводу заявил: «Дьявол всегда соблазняет свободой! А под видом свободы эти райкины хотят превратить страну в сточную канаву, по которой текли бы нечистоты». Глава комиссии по культуре, образованию и науке петербургского Законодательного собрания Максим Резник, выражая солидарность с Райкиным, сравнил позицию Залдастанова с известным персонажем Булгакова: «Это напоминает дискуссию профессора Преображенского и Шарикова». Оскорбительной назвал реплику Залдастанова и пресс-секретарь президента РФ Путина Дмитрий Песков, который предложил Хирургу извиниться перед Райкиным. Залдастанов объявил, что не собирается отказываться от своих слов и планирует дальше бороться с подобной свободой творчества.

## В кино
В 1989 году сыграл эпизодическую роль в фильме «Авария — дочь мента».
В 1992 году сыграл в фильмах «Луна-парк» и «Танцующие призраки».
Залдастанов является прототипом байкера «Травматолога» — одного из персонажей телевизионного сериала «Лихач». Этого персонажа сыграл актёр Дмитрий Быковский.